# ألدايير سالازار
ألدايير سالازار (بالإسبانية: Aldair Salazar)‏ هو لاعب كرة قدم بيروفي في مركز الدفاع، ولد في 1994 في كاياو في بيرو. لعب مع خوان أوريتش.

## وصلات خارجية
- ألدايير سالازار على موقع قاعدة بيانات كرة القدم.إي يو (الإنجليزية)
- ألدايير سالازار على موقع Soccerway.com (الإنجليزية)
- ألدايير سالازار على موقع عالم كرة القدم.نت (الإنجليزية)